# مانوئل ارانا
مانوئل ارانا (انگلیسی: Manuel Arana؛ زادهٔ ۳ دسامبر ۱۹۸۴) بازیکن فوتبال اهل اسپانیا است.
از باشگاه‌هایی که در آن بازی کرده‌است می‌توان به باشگاه فوتبال راسینگ سانتاندر، باشگاه فوتبال رایو وایکانو، باشگاه ورزشی رئال مایورکا، باشگاه فوتبال رکریتیوو اوئلوا، و باشگاه فوتبال رئال بتیس اشاره کرد.